# 紫參珠螺
紫參珠螺（学名：Notosinister pusillus）为左錐螺科參珠螺屬下的一个种。